# Klaus Herm
Klaus Robert Alexander Herm (* 13. Januar 1925 in Berlin; † 24. Mai 2014 ebenda) war ein deutscher Schauspieler.

## Leben und Wirken
Klaus Herm war ein Sohn des Schauspielers Paul Herm (1878–1945). Nach dem Besuch des Gymnasiums nahm er Schauspielunterricht an der Schauspielschule des Deutschen Theaters und danach bei Agnes Windeck. Zunächst bespielte er die Bühnen Berlins, wirkte 1943–1947 am Deutschen Theater. Hier debütierte er am 11. Februar 1943 als Demetrius in Shakespeares Antonius und Cleopatra. Schon 1947 wirkte er unter Boleslaw Barlog in Der Widerspenstigen Zähmung am Schlossparktheater. 1947–1950 war er am Theater am Schiffbauerdamm beschäftigt, hatte u. a. die Rolle des Buchhalters Adolphe Minard in Der Spekulant von Balzac inne. Danach war er 18 Jahre (1952–1970) Mitglied der Staatlichen Schauspielbühnen Berlins, wirkte größtenteils am Schillertheater (u. a. in Der Frieden, Donadieu von Fritz Hochwälder, Die Gefangenen von Stefan Barcava, Herrenhaus/Mannerhouse von Thomas Wolfe, Das Käthchen von Heilbronn, Faust II, Die Räuber, Der Hauptmann von Köpenick, Zicke-Zacke von Peter Terson, Wir bombardieren Regensburg/We Bombed in New Haven von Joseph Heller), aber auch am Schlosspark Theater (u. a. Das Ende vom Lied von Willis Hall, Impromptu / Der Apollo von Bellac von Jean Giraudoux, Zweimal Montag von Arthur Miller, Der Tod von Bessie Smith von Edward Albee). Außerdem gehörte er zu der genialischen Schauspieljugend, die 1951–1956 im British Centre am Kurfürstendamm (im Mendelssohn-Bau am Lehniner Platz) unter ihrem Chef Ottokar Runze im feurigsten Verein auftrat – mit Martin Benrath, Wolfgang Spier und dem blutjungen Horst Buchholz. In der Schillertheater Werkstatt spielte er u. a. 1962 in den zwei Einaktern In den Windeln und Kindheit von Thornton Wilder, 1967 in dem Einakter Süßes Erwachen von Seán O’Casey und unter Runze 1969 eindringlich die Titelfigur in Ionescos Der neue Mieter. Nebenbei sprach er schon ab 1948 im Radiosender RIAS in Hörspielen und ab 1951 in der täglichen Morgensendung Jugend spricht zur Jugend, die sich an Jugendliche in der DDR wandte. Jahrelang wirkte er in der populären Hörfunk-Komödien-Serie Pension Spreewitz und der literarischen Serie Damals war’s – Geschichten aus dem alten Berlin im RIAS – die Hörspiele wurden damals nachts aufgenommen, um Hintergrundgeräusche zu vermeiden – und vielen anderen Hörfunkproduktionen mit.
1970–1972 gastierte er als freier Schauspieler am Residenztheater München (u. a. in Der Kirschgarten). 1974–1979 war er nochmals am Berliner Schillertheater tätig. Legendär war hier sein Lucky in Warten auf Godot an der Seite von Stefan Wigger, Horst Bollmann, Carl Raddatz und Torsten Sense. Die 1975 am Berliner Schillertheater unter Regie des Autors Samuel Beckett entstandene Inszenierung wurde ein Welterfolg – mit Gastspielen in London, New York, Tel Aviv, Paris, Dublin und der Schweiz. Und die 1981 bei der Deutschen Grammophon veröffentlichte Schallplatte erhielt den Schallplattenpreis. Weitere Stationen waren 1979–1983 das Düsseldorfer Schauspielhaus (u. a. als eitler Gymnasialprofessor Gollwitz in Raub der Sabinerinnen), 1983–1986 die Bühnen der Stadt Bonn (u. a. als versponnener Elwood D. Dowd in Mein Freund Harvey) und parallel 1986–1990 das Residenztheater München (u. a. Professor Bernhardi von Arthur Schnitzler) sowie 1990 die Hamburger Kammerspiele (Elisabeth II. von Thomas Bernhard). Weitere Auslandsauftritte führten ihn nach Jugoslawien, Großbritannien (Aldwych Theatre in London mit der Schillertheater-Produktion Kabale und Liebe), Israel und in den USA.

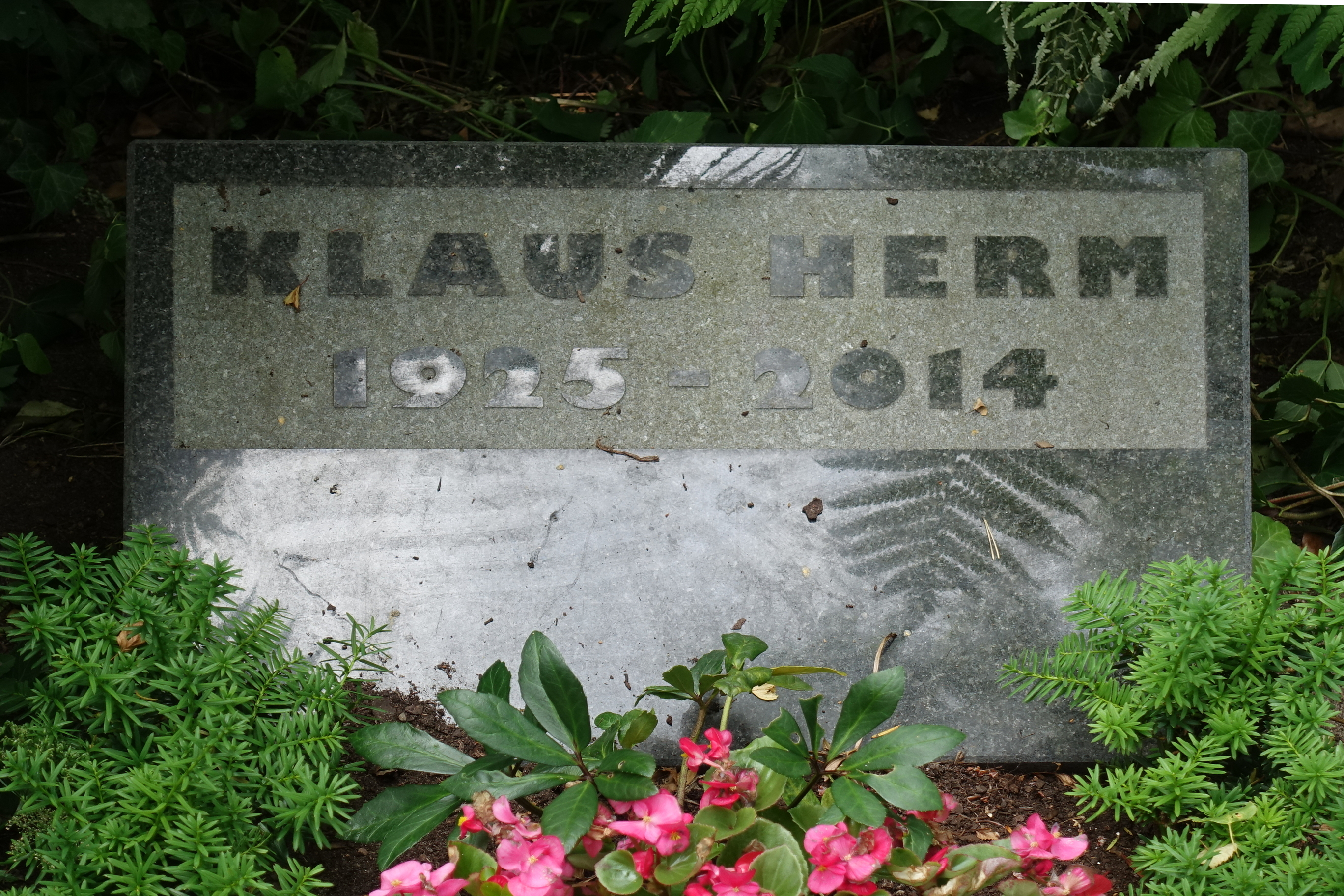
Das Grab von Klaus Herm auf dem Friedhof Heerstraße in Berlin-Westend

Ab 1961 konnte man ihn auch regelmäßig im Fernsehen sehen. Er drehte u. a. mit Eberhard Fechner (u. a. Geheimagenten), Rainer Erler (u. a. in Der Amateur in einer grandiosen Hauptrolle als Bankkassierer, nach dem Buch Tænk på et tal von Anders Bodelsen), Dieter Wedel (u. a. Alle Jahre wieder, Schwarz Rot Gold), Hartmut Griesmayr, Wolfgang Becker, Claus Peter Witt (Tod eines Schülers), Michael Günther (Streichquartett) und Franz Peter Wirth (Notenwechsel). Daneben konnte man ihn in zahlreichen Folgen der Reihen Tatort, Der Alte und Derrick sowie als Küster in Schwarz greift ein sehen; hier konnte er insbesondere bei 13 Derrick-Folgen in zahlreichen Hauptrollen als Charakterdarsteller brillieren – auch in der vielleicht besten aller Derrick-Folgen Kaffee mit Beate (Regie: Alfred Vohrer) wirkte er mit.
In der Liste der meistbeschäftigten Hörspielsprecher Deutschlands nimmt Klaus Herm mit 840 „Einsätzen“ eine Spitzenposition (Platz 4 hinter Matthias Ponnier, Jens Wawrczeck und Christian Brückner) ein. Die Zahl setzt sich zusammen aus 471 Einzelhörspielen, 150 Folgen Pension Spreewitz, 140 Folgen Damals war’s und 79 Folgen Professor van Dusen. Als Hutchinson Hatch in der oft wiederholten Hörspielserie Professor van Dusen, die RIAS Berlin (später: DeutschlandRadio Berlin) in den Jahren 1978 bis 1999 produzierte, war er besonders erfolgreich und wurde einem breiten Publikum bekannt.
Klaus Herm starb im Mai 2014 im Alter von 89 Jahren in seiner Heimatstadt Berlin. Er fand seine letzte Ruhestätte auf dem Friedhof Heerstraße in Berlin-Westend (Abt. II M-27).

## Filmografie (Auswahl)
- 1954: Der Froschkönig – als Page Peter
- 1955: Heldentum nach Ladenschluß – als Paul Bauer
- 1958: Scala – total verrückt – als Elektriker
- 1958: Impromptu (L'Impromptu de Paris, Theaterstück von Jean Giraudoux) – Aufzeichnung aus dem Schlossparktheater Berlin – als Schauspieler[26]
- 1961: Die Pariser Komödie (Paris Comedy, Theaterstück von William Saroyan) (Fernsehfilm) – Aufzeichnung aus dem Schlossparktheater Berlin – als Warren Harding Hannaberry[27]
- 1962: Nur Fleisch (Fernsehfilm nach Just Meat, Kurzgeschichte von Jack London) – als Jim
- 1963: Es war mir ein Vergnügen – als Kostümbildner
- 1963: Meine Frau Susanne (Fernsehserie) – Das Fotomodell (Folge 7) – als Fotograf Peter Wisch[28]
- 1965: Heldentum nach Ladenschluss (Episode: Captain Fox)[29]
- 1966: He Joe (von Samuel Beckett) – Hauptrolle als Joe[30]
- 1967: Die Mission (Fernsehfilm nach dem Roman von Hans Habe)
- 1969: Der Versager (Fernsehfilm) – als Kreimeier
- 1970: Eli (Fernsehfilm)
- 1971: Augenzeugen müssen blind sein (Fernsehfilm) – als Charly Schaber
- 1972: Geheimagenten (Fernsehfilm) – Hauptrolle als Gastwirt Erwin Kienruss
- 1972: Der Ritter von der traurigen Gestalt (Fernsehfilm)[31]
- 1972: Der Amateur (Fernsehfilm) – Hauptrolle als Bankkassierer Joachim Bork
- 1973: Nerze nachts am Straßenrand (Fernsehfilm) – als Ortspolizist Erich Regler
- 1973: Hamburg Transit (Fernsehserie, Episode 39) – Das Abenteuer – Hauptrolle als Kassierer Fritz Schäfer
- 1974: Der Kommissar (Fernsehserie, Episode 75) – Im Jagdhaus – als Buchhalter Barek
- 1974: Tatort: Eine totsichere Sache – als Herr Kunach
- 1974: Der kleine Doktor (Fernsehserie) – drei Folgen (Nr. 5, 9, 10) – als Kommissar Lucas
- 1975: Heiratskandidaten (Fernsehfilm) – Hauptrolle als Lambert
- 1975: See-Leben (Fernsehfilm nach Werner Koch) – Hauptrolle als „Gast“
- 1976: Alle Jahre wieder – Die Familie Semmeling – als Herr Kagel, Vertreter der Reisegesellschaft
- 1976: Warten auf Godot (Fernsehfilm) – Aufzeichnung aus dem Berliner Schillertheater – als Lucky
- 1976: Von Emma, Türkenpaul und Edwin mit der Geige (Fernsehfilm)
- 1976: Block 7 (Fernsehserie, 7 Folgen) – als Rodekurt
- 1976: Aus nichtigem Anlaß (Fernsehfilm) – als Herr Hoppe
- 1977: Tatort: Himmelblau mit Silberstreifen – als Erwin Seifert, Bruder des Ermordeten
- 1977: Geistertrio (Ghost Trio, von Samuel Beckett)
- 1978: Tatort: Trimmel hält ein Plädoyer – als zu Unrecht Verurteilter Johannes Hees
- 1978: Derrick – Kaffee mit Beate (Episode 46) – als Herr Pacha
- 1978: Der Führerschein (Fernsehfilm) – Hauptrolle als Heinz Riehl[32]
- 1979: Union der festen Hand 1. Teil (Fernsehfilm) – als Bilgenstock
- 1979: Tatort: Gefährliche Träume – als Kommissar Hinze vom Rauschgiftdezernat
- 1980: Ein Kapitel für sich (Fernseh-Miniserie, Folge 3) – als Pastor
- 1980: Das Traumhaus – als Bestattungsunternehmer
- 1980: Der Urlaub (Fernsehfilm) – Hauptrolle als Heinz Riehl
- 1981: Tod eines Schülers (Fernseh-Miniserie) – 4 von 6 Folgen als Schulleiter Bernitz
- 1981: Derrick – Tod eines Italieners (Episode 84) – als Gustav Grabbe / Josef Grabbe
- 1981: Das Haus im Park (Fernsehfilm) – Hauptrolle als Kommissar
- 1981: Streichquartett (Fernsehfilm) – Hauptrolle als Professor Dorn
- 1982: Derrick – Die Fahrt nach Lindau (Episode 93) – Hauptrolle als Mitarbeiter Wörner an der Seite von Klausjürgen Wussow[33]
- 1982: Die Gartenlaube (Fernsehfilm) – als Alfred John
- 1982: Wenn wir verheiratet sind[34][35] (When We Are Married, Theaterstück von John Boynton Priestley) (Fernsehfilm)
- 1982: Schwarz Rot Gold (Fernsehserie, Episode 2) – Alles in Butter – als Hinzmann
- 1983: Der Kunstfehler (Fernsehfilm) – als Bestattungsvertreter
- 1983: Wer raucht die Letzte? (Fernsehfilm) – Hauptrolle
- 1983: Das Traumschiff: Karibik – Hauptrolle als Dr. Masek (Episode: Kolumbus und Kabeljau)
- 1983: So oder so ist das Leben (Fernseh-Miniserie, Episode Kastagnetten) – als Baumann
- 1983: Polizeiinspektion 1 (Fernsehserie) – Hauptrolle als Peter Schmidt (Episode 63: Grenzfälle)
- 1984: Die Frau des Kommissars (Fernsehfilm)
- 1984: Der Lehrer und andere Schulgeschichten (Fernsehfilm, Episode „Die Sache mit Melanie“)
- 1984: Derrick – Stellen Sie sich vor, man hat Dr. Prestel erschossen (Episode 122) – als Herr Soskind
- 1985: Schöne Ferien – Urlaubsgeschichten aus Portugal (Fernsehreihe, Folge 4, Episode „Der Meckerer“) – als Friedrich Sperber
- 1985: Paulchen (Fernsehfilm) – als Bernhard Wollmann
- 1985: Geschichten aus der Heimat (Fernsehserie, Folge 7, Episode: „Die Kastanie“) – als Herr Rudolf[36]
- 1985: Die Krimistunde (Fernsehserie, Folge 15, Episode: „Hüte und Schachteln“) – als Kommissar
- 1985: Die Schwarzwaldklinik (Fernsehserie) – Hilfe für einen Mörder (Episode 2) – als Reporter Ivo Schulze
- 1986: Polizeiinspektion 1 (Fernsehserie) – Dem Ende zu (Episode 98) – Hauptrolle als Korbinian Thomas
- 1986: Bankgeheimnisse (Fernsehfilm) – als Herr Gutbrodt
- 1986: Professor Bernhardi (Arthur Schnitzler) – Aufzeichnung aus dem Residenztheater München  – als Prof. Cyprian
- 1986: Die Krimistunde (Fernsehserie, Folge 20, Episode: „Herrenabend“)
- 1986: Derrick – Der Augenzeuge (Episode 139) – Hauptrolle als Erich Schuster
- 1987: Derrick – Koldaus letzte Reise (Episode 156) – als Emil Miele
- 1988: Der Alte – (Folge 128: Um jeden Preis) – als Knut Plonzeff
- 1988: Das Traumauto (Fernsehfilm) – als Schorsch
- 1989: Derrick – Schrei in der Nacht (Episode 177) – als Herr Wossnitz
- 1989: Aufs Ganze (Fernsehfilm) – als Schorsch
- 1989: Hessische Geschichten (Fernsehserie) – Folge 8 (Episode „Reine Routine“) als Olaf Manger
- 1990: Hotel Paradies (Fernsehserie) – Ein Bild verschwindet (Folge 17) und Neuer Lebensmut (Folge 18) –  als Egon Mörsch
- 1990: Derrick – Judith (Episode 185) – Hauptrolle als Professor Laux
- 1990: Notenwechsel (Fernsehfilm) – Hauptrolle
- 1990: Derrick – Solo für Vier (Episode 194) – Hauptrolle als Alfons Koppel
- 1991: Derrick – Verlorene Würde (Episode 199) – als Herr Gossmann
- 1991: Meine Tochter gehört mir
- 1991: Der Hausgeist (Fernsehserie) – Nacht der einsamen Herzen (Episode 8) – als Bruno
- 1992: Mit Herz und Schnauze (Fernseh-Miniserie) – Folgen 2–4 als Onkel Richi
- 1992: Freunde fürs Leben (Fernsehserie, Episode 5) – Todestanz – als Paul Denzel
- 1992: Café Meineid (Fernsehserie, Staffel 3, Episode 1) – Anno 1992 – als Herr Ebelein
- 1993: Mit Leib und Seele (Fernsehserie, Staffel 4, Episode 8) – Der grausige Verdacht – als Herr Berthold
- 1993: Nervenkrieg (Fernsehfilm) – als Gustav Sander
- 1994: Schwarz greift ein (Fernsehserie) – alle 41 Folgen als Konrad Hellmann
- 1994: Derrick (Fernsehserie) – Das Plädoyer (Episode 233) – Hauptrolle als Ex-Häftling Rudolf Lakonda
- 1994: Hecht & Haie – Selbstjustiz (Staffel 2, Episode 2) – Hauptrolle als Reiner Schlick
- 1995: Derrick (Fernsehserie) – Ein Mord und lauter nette Leute (Episode 247) – als Pfarrer
- 1995: Die Männer vom K3 (Fernsehserie, Staffel 3, Episode 7) – Ein friedliches Dorf – als Wilhelm Hansen
- 1996: Die Kommissarin (Fernsehserie) – Rabennest – als Klaus Teitsche
- 1997: Derrick – Das erste aller Lieder (Episode 275) – Hauptrolle als Gastwirt Kruse
- 1997: Alarm für Cobra 11 – Die Autobahnpolizei (Fernsehserie) – Kaltblütig (Folge 12) – als Grünberg
- 1997: Dr. Sommerfeld – Neues vom Bülowbogen (Fernsehserie) – Für ein Stück vom Glück (Folge 3) – als Kurt Kowalsky
- 1998: Die Unbestechliche (Fernsehserie) – alle 8 Folgen als Georg Engel
- 1998: Für alle Fälle Stefanie (Fernsehserie) – Große Kinder, kleine Kinder (Folge 3.52) – als im Rollstuhl sitzender Waldemar Storbeck
- 1999: Operation Phoenix (Fernsehserie) – Grausame Visionen (Folge 3) – als Vater Bigelov
- 1999: Das Ärzteteam Nord (Fernsehserie) – Schatten der Vergangenheit (Folge 6) – als Heribert Paschke
- 2001: Die große Operation (Fernsehfilm) – Hauptrolle
- 2004: Siska (Fernsehserie) – Briefe aus dem Knast (Episode 52) – als Herr Niebur
- 2004: Großstadtrevier (Fernsehserie) – Alte Liebe (Staffel 18, Folge 9) – als Konrad Münch
- 2005: Der Alte (Fernsehserie) – Mord hat seinen Preis (Folge 303) – als Franz Costard
- 2005: Jetzt erst recht (Fernsehserie) – Künstlerpech (Folge 10) – als Fred Knoppke
- 2006: Dufte (Fernsehfilm) – Hauptrolle
- 2008: In aller Freundschaft (Fernsehserie) – Die Lust zu leben (Folge 402) – als Arnulf Mersburg
- 2011: Sohnemänner – als Wilm
- 2012: Zettl – als Drucker

## Hörspiele (Auswahl)
- 1948: Whit Burnett: Dreitausend mal am Tag (RIAS Berlin)
- 1949: Kurt Ihlenfeld: Die goldenen Tafeln – Regie: Hermann Schindler (RIAS Berlin)
- 1950: Norman Mailer: Die Nackten und die Toten (The Naked and the Dead) – Regie: Rudolf Noelte (RIAS Berlin)
- 1951: Christian Bock: Hinter sieben Fenstern brennt noch Licht (Michael) – Regie: Hanns Korngiebel (RIAS Berlin)
- 1951: Wolfdietrich Schnurre: Stimmen über dem Fluss (Junger Mann) – Regie: Hans Bernd Müller (SFB)
- 1952: Terence Rattigan: Parlez-vous français? (Kenneth) – Regie: Rolf von Sydow (RIAS Berlin)
- 1953: Ernst Penzoldt: Der Delphin (Piccolo) – Regie: Hanns Korngiebel (RIAS Berlin)
- 1953: Heinz Oskar Wuttig: Die grüne Franziska (Paul) – Regie: Hanns Korngiebel (RIAS Berlin)
- 1954: Johannes Hendrich: Zonengrenzbus Helmstedt (Werner) – Regie: Karl Metzner (RIAS Berlin)
- 1954: Günter Jannasck: Der Deserteur (Nico) – Regie: Karl Metzner (RIAS Berlin)
- 1954: Karl-Heinz Gies: Die Karriere des Gotthold Kimm (1. Gotthold Klimm) – Regie: Peter Thomas (RIAS Berlin)
- 1955: Martin Kruse: Der dänische Molière (Heinrich) – Musik: Edvard Grieg, Regie: Carlheinz Riepenhausen (SFB)
- 1955: Wolfdietrich Schnurre: Spreezimmer möbliert (Manfred, Sekundaner) – Regie: Hanns Korngiebel (RIAS Berlin)
- 1955: Leonhard Reinirkens: Friedrich von Bodelschwingh (Tippelbruder) – Regie: Carlheinz Riepenhausen (SFB)
- 1956: Heinz von Cramer: Major Skillgud übernimmt die Untersuchung (der Neffe) – Regie: Heinz von Cramer (RIAS Berlin)
- 1957: Paul Hengge: Durchreise (Piccolo) – Regie: Hanns Korngiebel (RIAS Berlin)
- 1957–1964: Thierry: Pension Spreewitz (Peter Spreewitz, Sohn) – Regie: Ivo Veit (150 Folgen) (RIAS Berlin)[37]
- 1958: Joachim Tettenborn: Der schwarze Schwan (Wolfdieter Hoffmann) – Regie: Erich Köhler (SFB)
- 1959: Georg Kaiser: Die Bürger von Calais (Jacques de Wissant) – Regie: Rudolf Noelte (RIAS Berlin)
- 1960: Otto Zoff: Protokolle (Jimmy Tommins) – Regie: Gert Westphal (RB / BR/SWF)
- 1961: Albert Camus: Die Besessenen (Les Possédés) (Iwan Schatow) – Regie: Hans Lietzau (RIAS Berlin)
- 1961: Jovan Hristić: Orest (Pylades) – Regie: Gert Westphal (RIAS Berlin)
- 1961: Marcel Pagnol: Gottes liebe Kinder (Manon de Sources) (Polyte) – Regie: Wolfgang Spier (RIAS Berlin)
- 1961: Fjodor Dostojewski: Die fremde Dame (Novikow) – Regie: Ulrich Lauterbach (RIAS Berlin)
- 1964: Alice Berend: Frau Hempels Tochter. Damals war’s – Geschichten aus dem alten Berlin (Egon Graf) (Geschichte Nr. 2 in 10 Folgen) – Regie: Ivo Veit (RIAS Berlin)[19]
- 1964: Carl Zuckmayer: Der Hauptmann von Köpenick (Paul Kallenberg) – Regie: Boleslaw Barlog (Mitschnitt aus dem Schillertheater, mit Carl Raddatz in der Titelrolle, SFB)
- 1964: Ingeborg Drewitz: Der Tanz (Fotograf) – Regie: Gert Westphal (RIAS Berlin)
- 1965: Alice Berend: Spreemann & Co. Damals war’s – Geschichten aus dem alten Berlin (Sohn Christian Spreemann) (Geschichte Nr. 3 in 15 Folgen) – Regie: Ivo Veit (RIAS Berlin)[19]
- 1965: Karlheinz Knuth: Auf freier Strecke (Martin Broms) – Regie: Lothar Kompatzki (SFB)
- 1966: Ulrike Brückner: Die süße Anna. Damals war’s – Geschichten aus dem alten Berlin (Fritz Finke, Postassistent) (Geschichte Nr. 6 in 15 Folgen) – Regie: Ivo Veit (RIAS Berlin)[19]
- 1967: Alice Berend: Die Bräutigame der Babette Bomberling. Damals war’s – Geschichten aus dem alten Berlin (Neffe Paul, Vetter von Babette) (Geschichte Nr. 7 in 10 Folgen) – Regie: Ivo Veit (RIAS Berlin)[19]
- 1967: August Heinrich Kober: Zirkus Renz. Damals war’s – Geschichten aus dem alten Berlin (Ernst Renz Junior) (Geschichte Nr. 8 in 20 Folgen) – Regie: Ivo Veit (RIAS Berlin)[19]
- 1969: Edwin Beyssel: Steinmüllers Erben. Damals war’s – Geschichten aus dem alten Berlin (Sohn Heinrich Steinmüller) (Geschichte Nr. 10 in 10 Folgen) – Regie: Ivo Veit (RIAS Berlin)[19]
- 1969: Friedrich Hackländer: Bertha Wegemanns Wege. Damals war’s – Geschichten aus dem alten Berlin (Karl, Neffe der Brüder Neigenfind) (Geschichte Nr. 11 in 15 Folgen) – Regie: Ivo Veit (RIAS Berlin)[19]
- 1970: Edwin Beyssel: Die Väter der Felicitas. Damals war’s – Geschichten aus dem alten Berlin (Sohn Heinrich Steinmüller) (Geschichte Nr. 12 in 8 Folgen) – Regie: Ivo Veit (RIAS Berlin)[19]
- 1970: Erdmann Graeser: Herr Kanzleirat Ziepke. Damals war’s – Geschichten aus dem alten Berlin (Erwin, Neffe von Hermine und Wilhelm Ziepke) (Geschichte Nr. 13 in 12 Folgen) – Regie: Ivo Veit (RIAS Berlin)[19]
- 1970: Michael Koser: Reservat: There are no Truths outside – The Gates of Eden – Regie: Hans-Ulrich Minke u. a. (RIAS Berlin)
- 1972: Werner Brink: Das Diadem (Kriminalkommissar Früland) – Regie: Hans-Ulrich Minke (RIAS Berlin)
- 1972: Stanisław Grochowiak: Die Launen des Lazarus (Doktor) – Regie: Gert Westphal (RIAS Berlin)
- 1972: Julia Petrescu: Die Abrechnung (Toni) – Regie: Rainer Clute (RIAS Berlin)
- 1972: Werner Brink: Es geschah in Berlin. Der Seemann (Folge 497) (Kriminalassistent) – Regie: Werner Oehlschläger (RIAS Berlin)[38]
- 1972: George Tabori: Demonstration (Creampuff) – Regie: Hans Bernd Müller (SFB)
- 1972: Stanisław Grochowiak: Die Launen des Lazarus (Doktor) – Regie: Gert Westphal (RIAS Berlin)
- 1973: Wolfdietrich Schnurre: Ach selig, ach selig ein Kind zu sein – Regie: Hans Bernd Müller und Ingrid Rencher (SFB)
- 1973: Theodor Ziegler: Die Havelnixe. Damals war’s – Geschichten aus dem alten Berlin (Peter Dreese, Herr aus Hamburg) (Geschichte Nr. 18 in 10 Folgen) – Regie: Ivo Veit (RIAS Berlin)
- 1974: Ernestine Bach: Romeo und Julchen. Damals war’s – Geschichten aus dem alten Berlin (Sohn Roderich Klinke, Postassistent) (Geschichte Nr. 20 in 10 Folgen) – Regie: Ivo Veit (RIAS Berlin)
- 1974: Gert Hofmann: Der lange Marsch (2. Historiker) – Regie: Manfred Marchfelder (Saarländischer Rundfunk)
- 1974: Hansjörg Schneider: Der Erfinder (Gerhard, Lehrer) – Regie: Hans Bernd Müller (SFB)
- 1974: Gaston Salvatore: Fallhöhe (Peschke) – Regie: Manfred Marchfelder (BR)
- 1975: Erich Jakob: Die selige Cornelie. Damals war’s – Geschichten aus dem alten Berlin (Sohn Heinrich, Arzt an der Charité) (Geschichte Nr. 22 in 8 Folgen) – Regie: Ivo Veit (RIAS Berlin)
- 1975: Erich Jakob: Bruno Brieses Bräute. Damals war’s – Geschichten aus dem alten Berlin (Bruno Briese) (Geschichte Nr. 23 in 10 Folgen) – Regie: Ivo Veit (RIAS Berlin)
- 1976: Jusuf Naoum: So einen Chef mußt du haben – Regie: Götz Naleppa (RIAS Berlin)
- 1977: Milan Lentic: Der verlorene Montag – Regie: Hans Bernd Müller (SFB)
- 1977: Oswald Mendel: Der herrschaftliche Ferdinand. Damals war’s – Geschichten aus dem alten Berlin (Ferdinand Hagedorn) (Geschichte Nr. 26 in 8 Folgen) – Regie: Ivo Veit (RIAS Berlin)
- 1977: Hermann Moers: Die Reise des Clowns (Whity) – Regie: Otto Düben (SDR/WDR)
- 1977: Guy de Maupassant: Von Bürgern und Spießbürgern (Harry u. a., vierteilige Serie) – Regie: Thomas Köhler, Horst Kaptur (SWF)
- 1978–1999: Michael Koser: Professor van Dusen (Hutchinson Hatch) – Regie: Rainer Clute (79 Folgen) (RIAS Berlin bzw. DeutschlandRadio Berlin)
- 1978: Charles Maître: Bankgeheimnisse (Eric Lombard) – Regie: Klaus Mehrländer (SDR)
- 1978: Ryo Hammura und Tatsuo Takahashi: Die Drehtür – Regie: Manfred Marchfelder (SR / HR)
- 1978: Uccio Esposito Torrigiani: Die Normabweichung – Regie: Wolfgang Schenck (SR)
- 1978: Don Haworth: Die Reklamation (Tom) – Regie: Otto Düben (SDR)
- 1978: Erich Jakob: Der Herr im Haus. Damals war’s – Geschichten aus dem alten Berlin (Theo Martin) (Geschichte Nr. 29 in 12 Folgen) – Regie: Ivo Veit (RIAS Berlin)
- 1979: Denis Diderot: Jakob und sein Herr – Regie: Manfred Marchfelder (Saarländischer Rundfunk/SWF 1979)
- 1980: George Orwell: Farm der Tiere (Schneeball) – Regie: Manfred Marchfelder (RIAS Berlin)
- 1981: Samuel Beckett: Warten auf Godot (Lucky) – Regie: Walter D. Asmus (Schallplatte bei der Deutschen Grammophon, später dort auch auf CD erschienen, ISBN 3-932784-06-5)
- 1981: Peter Steinbach: Hell genug und trotzdem stockfinster (Reporter) – Regie: Bernd Lau (WDR) (Hörspielpreis der Kriegsblinden 1982, Hörspiel des Monats Oktober 1981)
- 1981: Herbert Ruland: Magellan - zum ersten Mal um den Erdball – Regie: Lothar Schluck (SWF / SRF)
- 1981: Thomas Fjaestad und Gunnar Steiner: Als ob dies ein fremdes Land wär (Jerker)– Regie: Klaus Mehrländer (WDR)
- 1982: Michael Koser: Das schaudererregende Abenteuer im Orientexpress (Shylock Homes) – Regie: Hein Bruehl (WDR-Kriminalhörspiel Nr. 55, auch als Hörkassette bei Goldmann/Primo 1994, ISBN 3-442-70023-X)
- 1982: Marvin Cohen: Der Don Juan und der Non Don Juan (2. Erzähler) – Regie: Klaus Mehrländer (WDR)
- 1983: Frieder Faist: Die Antragserfassungskarte – Regie: Andreas Weber-Schäfer (HR)
- 1983: Luiz Carlos Saroldi: Das letzte Tor des Mané Sardinha (Verkaufschef) – Regie: Klaus Mehrländer (WDR)
- 1983: Ludvik Askenázy: Die schwarzweiße Geschichte (Der König) – Regie: Raoul Wolfgang Schnell (Kinderhörspiel – SDR / NDR)
- 1983: Harold Pinter: Victoria - Station (Fahrer) – Regie: Klaus Mehrländer (WDR / Schweizer Radio DRS)
- 1984: Roderick Wilkinson: Der Mann, der bei Kapitel eins aufhörte (Ian) – Regie: Heinz Wilhelm Schwarz (WDR-Kriminalhörspiel Nr. 117, auch als Hörkassette bei Goldmann/Primo 1997, ISBN 3-442-70085-X)
- 1984: Andries Poppe: Angst oder Ein Spiel von Katz und Maus (Zweiter Mann) – Regie: Klaus Mehrländer (WDR)
- 1984: Dieter Hasselblatt: Besessen vom Wie (Plaicken) – Regie: Bernd Lau (SR, RB)
- 1984: Jan Hartmann: Der nächste Krieg (US-Regierungssprecher) – Regie: Klaus Mehrländer (WDR)
- 1984: Jan Needle: Die Schrumpfmaschine – Regie: Manfred Marchfelder (Kinderhörspiel – RIAS Berlin)
- 1985: Eva Maria Mudrich: Die Straße nach Ococingo (Lavinius) – Regie: Andreas Weber-Schäfer (SDR)
- 1986: Woody Allen: Die Frage (Pressesekretär George) – Regie: Arturo Möller (SWF)
- 1986: Philip K. Dick: Die Kolonie (Lawrence Hall) – Regie: Andreas Weber-Schäfer (SDR)
- 1987: Thomas Kirdorf: Ageville (Herr Maiskij) – Regie: Bernd Lau (SR)
- 1987: Thomas Rübenacker: Die Stunde der wahren Täuschung (Der Begleiter) – Regie: Bernd Lau (SR)
- 1987: Peter Barnes: Diogenes' Erben (Krates) – Regie: Heinz Wilhelm Schwarz (WDR)
- 1987: Hans Werner Kettenbach: Torschluß (Egon Mieses) – Regie: Albrecht Surkau (WDR – 2002 auch als CD bei Der Audio-Verlag, ISBN 3-89813-217-X)
- 1987: Eva Maria Mudrich: Flug nach Ruber (Amandus Lindt) – Regie: Andreas Weber-Schäfer (SDR)
- 1988: Carel Donck: Auf den Geranien liegt Schnee (Herr de Groot) – Regie: Marlies Cordia (SR / WDR)
- 1988: Pauline Macaulay: Der rote Kardinal (Mick Magowan) – Regie:Otto Düben (SDR)
- 1988: Fjodor Dostojewski: Bobok (Lebezjatnikov) – Regie: Otto Düben (SDR)
- 1988: Hans Werner Knobloch: Die Maschine, die sprechen kann – Regie: Lothar Schluck (SWF)
- 1988: Leo Goldman: Ein gutes Herz (Joey) – Regie: Otto Düben (Kriminalhörspiel – SDR)
- 1988: David Chotjewitz: Bücher waren ihr Schicksal – Regie: Klaus Mehrländer (WDR)
- 1989: Jürgen Werth: Der Sturz des Ikarus oder Dortmund am Meer. Blackbox B 1 (Folge 5) – Regie: Frank-Erich Hübner (WDR)
- 1989: Ingomar von Kieseritzky: Die Suizidklinik oder Die individuelle Lösung ist das Wahre (Professor Müller) – Regie: Norbert Schaeffer (BR)
- 1990: David Pownall: Auf ein Neues! (Eddy) – Regie: Klaus Wirbitzky (WDR)
- 1990: Clifford D. Simak: Citizen Robot (Edgar Lee) – Regie: Andreas Weber-Schäfer (SDR)
- 1990: Jens Sparschuh: Die Konquistadoren (Bürgermeister) – Regie: Hans Rosenhauer (NDR/HR)
- 1990: Marcy Kahan: Die wundersamen Wandlungen des Herbert Mellish (Dr. Weinberger) – Regie: Klaus Mehrländer (WDR)
- 1991: Georges Perec: Der Teufel in der Bibliothek (Gaston, Geräuschemacher) – Regie: Ulrich Gerhardt (Saarländischer Rundfunk)
- 1991: Barbara Strohschein: Das Gespenstermenü (Rabe| Victor verfremdet) – Regie: Heinz Hostnig (BR)
- 1991: Horst Bieber: Alter schützt vor Scharfblick nicht (Petz) – Regie: Hartmut Kirste (SDR)
- 1991: J. R. R. Tolkien: Der Herr der Ringe (Bilbo Beutlin) – Regie: Bernd Lau (SWF/WDR)
- 1991: Daniela Fischerová: Der verleugnete Albert oder Eine Geschichte von Lüge und Leid (Albert Brixi, senior) – Regie: Norbert Schaeffer (WDR)
- 1991: David Wheeler: Der Anschlag (Gareth) – Regie: Otto Düben (SDR)
- 1991: Michael F. Flynn: Eifelheim (Zaengle) – Regie: Andreas Weber-Schäfer (SDR)
- 1992: Gert Hofmann: Der Oberlehrer Förster (Titelrolle) – Regie: Jörg Jannings (HR/SDR)
- 1992: Javier Tomeo: Der Marquis schreibt einen unerhörten Brief (sein Diener Bautista) – Regie: Otto Düben (SDR)
- 1992: Wladimir Faradschew: Die Frau stiehlt dem Mann den Charakter oder das Kaukasus-Syndrom (Hadschi) – Regie: Klaus-Dieter Pittrich (WDR)
- 1992: Per Christian Jersild: Das Ende des Tyrannen (Granberg) – Regie: Dieter Carls (WDR)
- 1992: Shulamit Arnon: Das Palmenrestaurant (Maniak) – Regie: Klaus Mehrländer (SDR)
- 1992: Claude Ollier: Der Tod des Helden (Neuproduktion) (Stimme A) – Regie: Otto Düben (SDR)
- 1992: Ireneusz Iredynski: Die Süchtigen (Dichter) – Regie: Albrecht Surkau (DS Kultur)
- 1993: Inger Christensen: Ein Abend auf Kongens Nytorv (Der Tischler) – Regie: Otto Düben (SDR)
- 1993: Eike Gallwitz: Der Trank des Schweigens (Le Flam) – Regie: Andreas Weber-Schäfer (SDR)
- 1993: Daniel Cil Brecher: Die Marx Brothers in Berlin (Nuschke) – Regie: Stefan Dutt (SR / DS Kultur / SWF)
- 1994: Erich Kästner: Die Schule der Diktatoren (Arzt) – Regie: Thomas Holländer (DLR / ORF)
- 1994: Javier Tomeo: Dialog in D-Dur (B) – Regie: Otto Düben (SDR)
- 1994: Michael Stegemann: Zimmer mit Klavier (Vater) – Regie: Frank-Erich Hübner (WDR-Kriminalhörspiel Nr. 75, auch als Hörkassette bei Goldmann/Primo 1995, ISBN 3-442-70043-4)
- 1994: Philippe Soupault: Die Wunder der Mademoiselle Stella (Rousseau) – Regie: Stefan Dutt (SR)
- 1994: Helmut Walbert: Flucht aus dem Kessel (alter Mann) – Regie: Hartmut Kirste (Kinderhörspiel – SDR)
- 1995: Jürgen Dluzniewski: Die Brudershow – Regie: Jürgen Dluzniewski und Gabriel Bigott (ORB, Live-Mitschnitt aus dem Theaterschiff Potsdam)
- 1995: Antoine O'Flatharta: Blood Guilty – Brüder in Feindschaft (Dan) – Regie: Klaus-Dieter Pittrich (WDR)
- 1995: Karl-Heinz Bölling: Das Messer (Mann) – Regie: Albrecht Surkau (DLR)
- 1996: Israel Horovitz: Belle-Île (Raymond) – Regie: Michael Schlimgen (WDR)
- 1996: Terry Eagleton: Weiß, Gold, Wundbrand – Das allmähliche Verschwinden des James Connolly (Michael McDaid) – Regie: Heidrun Nass (SR)[39]
- 1996: Christina Calvo: Pension Isabel – Regie: Hans Rosenhauer (DeutschlandRadio Berlin)
- 1997: Raymond Federman: Der Abgrund (Samuel Beckett gewidmet) – Regie: Ulrike Brinkmann (DeutschlandRadio Berlin)
- 1997: Jenny Reinhardt: Malwine und Herr Kast – Regie: Stefan Dutt (Kinderhörspiel – DeutschlandRadio Berlin)
- 1997: Winfried Roth: Die eine will meinen Ausweis sehen – Die andere leckt sich die Lippen (Dr. Guhl) – Regie: Christiane Ohaus (Radio Bremen)
- 1997: Daniel Douglas Wissmann: Der Turm (Fahrgast) – Regie: Klaus Mehrländer (WDR)
- 1997: Konrad Hansen: Ein schöner Abgang (Schermer) – Regie: Klaus Dieter Pittrich (Kriminalhörspiel – WDR)
- 1997: Lee Gallaher: Erkundungen (Expeditions) (Mulqueen) – Regie: Stefan Dutt (SR)
- 1998: Gerhard Herm: Adieu mein armes Negerlein (Herr Berg) – Regie: Klaus Dieter Pittrich (WDR)
- 1998: Felix Huby und Ulrich Werner Grimm: Berlin Airlift – Regie: Klaus-Dieter Pittrich (WDR)
- 1998: Esther Vilar: Die Erziehung der Engel (Reverend Hopkins) – Regie: Stefan Dutt (MDR)
- 1998: Ingomar von Kieseritzky: Agonales Mißgeschick oder Der Backofen (adhemar) – Regie: Ulrich Gerhardt (SDR)
- 1998: Avril Rowlands: Radau an Bord. Herrn Noahs geheime Tagebücher (12 Teile) (Herr Noah) – Regie: Angeli Backhausen (WDR)
- 1999: Javier Tomeo: Der Marquis schreibt einen unerhörten Brief (SWR – auch als Audio-CD / DAV – Der Audio Verlag 1999, ISBN 3-89813-008-8)
- 1999: Ingomar von Kieseritzky: Fin de Partie – oder – Das Rauschen des Äthers (Czempiel) – Regie: Götz Fritsch (HR)
- 1999: Andreas Schlüter: Die Geisterhand (Opa) – Regie: Patrick Blank (Kinderhörspiel – SWR/NDR)
- 1999: Gudrun Mebs: Eine Reise in den Süden (Opa) – Regie: Christiane Ohaus (Kinderhörspiel – Radio Bremen)
- 2000: Edward Crowley: Asche zu Asche (Charles Darnell) – Regie: Angeli Backhausen (WDR)
- 2000: Charles Dickens: Der Raritätenladen (The Old Curiosity Shop) (Großvater Trent) – Bearbeitung: Heidi Knetsch und Stefan Richwien – Regie: Christiane Ohaus (Kinderhörspiel – Radio Bremen/Barbara Asbeck – 2002 auch als CD-Hörbuch beim Insel Verlag, ISBN 3-458-35780-7)
- 2000: Morti Vizki: Irrläufer (Malthe) – Regie: Michael Schlimgen (WDR)
- 2001: Detlef Bluhm: Das Geheimnis des Hofnarren (Höfel) – Regie: Ulrike Brinkmann (Hörspiel – DeutschlandRadio Berlin)
- 2002: Dick Francis: Zügellos (Professor Derry) – Regie: Klaus Zippel (MDR/SWR)
- 2002: Dorothy Leigh Sayers: In Ali Babas Höhle (The Adventurous Exploit of the Cave of Ali Baba) (Nummer 22) – Regie: Klaus Zippel (MDR / ORB / SWR / SFB – 2003 auch als CD-Hörbuch beim Verlag Audiobuch, ISBN 978-3-89964-019-9)
- 2002: Dorothy Leigh Sayers: Das Bild im Spiegel (The Image in the Mirror) (3 Teile) (Robert Duckworthy) – Regie: Klaus Zippel (MDR / SFB / ORB – 2003 auch als CD-Hörbuch beim Verlag Audiobuch, ISBN 978-3-89964-018-2)
- 2003: Dylan Thomas: Unter dem Milchwald (Under Milk Wood) (Mr. Pritchard) – Regie: Götz Fritsch (MDR)
- 2003: J. Monika Walther und Vibeke Peusch: Strange Fruit – Regie: Annette Berger (DeutschlandRadio Berlin)
- 2003: Mats Wahl: Der Unsichtbare (Polizist Nilsson) – Regie: Stefan Dutt (Kriminalhörspiel – DeutschlandRadio Berlin)
- 2003: Jan Jepsen: Die kleine Klokröte (Kuno, der Karpfen) – Regie: Oliver Sturm (Kinderhörspiel – SWR)
- 2003: Mike Kenny: Die Seiltänzerin (Stan, der Großvater) – Regie: Ulrike Brinkmann (Kinderhörspiel – DLR)
- 2004: Mark Twain: Die Ahnungslosen im alten Europa, nach den Reiseabenteuern von Mark Twain (Teil 2) (Orakel) – Bearbeitung und Regie: Heinz von Cramer (Deutschlandradio Kultur)
- 2004: Ria Endres: Der Mann aus Keego Harbor (George) – Regie: Andrea Getto (Deutschlandradio Kultur)
- 2004: Peter Knopp: Der Quintenmann (Nachbar) – Regie: Hans Gerd Krogmann (RBB)
- 2004: Boris Vian: Das rote Gras – Bearbeitung und Regie: Christiane Ohaus (DLR Berlin/NDR)
- 2004: Didier Daeninckx: Bei Erinnerung Mord (Pierre Cazes) – Regie: Stefan Dutt (Kriminalhörspiel – Saarländischer Rundfunk/DLR)
- 2004: Lars Gustafsson: Claeson aus Halstahammar (Leffe) – Regie: Frank-Erich Hübner (WDR)
- 2004: Anna Gavalda: 35 Kilo Hoffnung (Opa Léon) – Regie: Angeli Backhausen (Kinderhörspiel – WDR)
- 2005: Torsten Schulz: Boxhagener Platz (Rudi) – Regie: Gabriele Bigott (RBB)
- 2005: Jane Bowles: Zwei sehr ernsthafte Damen (Arnolds Vater) – Bearbeitung/Regie: Heike Tauch (DLR)
- 2006: Christian von Ditfurth: Mann ohne Makel (2 Teile) (Vater) – Regie: Norbert Schaeffer (Deutschlandradio Kultur / NDR)
- 2006: Esmahan Aykol: Bakschisch – Bearbeitung/Regie: Judith Lorentz (SWR)
- 2007: Fred Vargas: Die dritte Jungfrau – Regie: Frank-Erich Hübner (Kriminalhörspiel – WDR)
- 2007: Alfred Döblin: Berlin Alexanderplatz (Herbert) – Regie: Kai Grehn (SWR/BR/RBB)
- 2007: Andrea Camilleri: Toter Mann – Regie: Götz Naleppa (DKultur)
- 2007: Dirk Josczok: Hausmord (Grossmann) – Regie: Burkhard Ax (WDR)
- 2007: Abraham B. Jehoshua: Die Passion des Personalbeauftragten – Regie: Christiane Ohaus (NDR)
- 2007: Peter Stephan Jungk: Die Unruhe der Stella Federspiel (William Federspiel) – Regie: Angeli Backhausen (WDR)
- 2008: H. P. Lovecraft: Der Fall Charles Dexter Ward (Mr. Merrit) – Bearbeitung/Regie: Gerd Naumann (Hörbuch – Lauschrausch ISBN 3-9805820-9-4)
- 2008: Siggi Huch: Der Gast (Herbert) – Regie: Burkhard Ax (WDR)
- 2008: Thomas Mann: Bekenntnisse des Hochstaplers Felix Krull (Stabsarzt) – Regie: Sven Stricker (NDR)
- 2008: Ottavio Cappellani: Wer ist Lou Sciortino? (Zio Mimmo) – Regie: Beatrix Ackers
- 2008: Christoph Prochnow: Todesphantasie (Andrew Cargenie) – Regie: Bärbel Jarchow-Frey (Kriminalhörspiel – DKultur)
- 2009: John von Düffel: Die Unsichtbare (Dieckmüller) – Regie: Christiane Ohaus (Radio-Tatort Folge 17, RB)
- 2009: Matthias Wittekindt: Die Frau im Netz (Alter Mann) – Regie: Wolfgang Rindfleisch (Kriminalhörspiel – DLR)
- 2009: Fred Vargas: Der verbotene Ort (Dr. Romain) – Regie: Frank-Erich Hübner (WDR)
- 2009: Karl-Heinz Bölling: Der Waldspaziergang (Vater) – Regie: Christiane Ohaus (Radio Bremen/DKultur)
- 2009: Heidi Knetsch/Stefan Richwien: Emily Bell und der erste Schultag (Dr. Hering) – Regie: Oliver Sturm (Kinderhörspiel – DKultur)
- 2009: Johan Theorin: Öland (Torsten) – Bearbeitung: Andrea Czesienski, Redaktion: Torsten Enders, Regie: Götz Naleppa (Kriminalhörspiel – DKultur)
- 2009: Dieter Hirschberg: Fischgründe (Dr. Sorensen) – Regie: Angeli Backhausen (Kriminalhörspiel – WDR)
- 2010: Stieg Larsson: Verdammnis (Mann, 70) – Regie: Walter Adler (WDR)
- 2011: Karl-Heinz Bölling: Irgendein Briefträger (Herr Günter) – Regie: Heike Tauch (DKultur)
- 2012: Sherlock Holmes – Die neuen Fälle, Folge 3: Die betrogenen Titanic-Passagiere (O’Malley) – Regie: Gerd Naumann (Romantruhe / All Score Media)
- 2014: Sherlock Holmes – Die neuen Fälle, Folge 13: Der geniale Magier (Lord Summerisle) – Regie: Gerd Naumann (Romantruhe / All Score Media)

## Feature
- 2011: Jochanan Shelliem: Begegnung mit einem Mörder – Die vielen Gesichter des Adolf Eichmann – Sprecher: Klaus Herm, Markus Hoffmann, Jürgen Holtz, Corinna Kirchhoff, Dieter Mann, Victor Neumann, Udo Schenk, Nadja Schulz-Berlinghoff, Jochanan Shelliem, Regie: Jochanan Shelliem (DAV, Der Audio Verlag – Deutschlandradio, ISBN 978-3-86231-126-2)[40][41]

## Lesungen (Auswahl)

### Max-Beckmann-Saal (Berlin-Wedding)
- 14. April 1991: Ein Wilhelm-Busch-Programm (Zusammenstellung: Bärbel Retemeyer) – mit Horst Bollmann, Klaus Herm und Stefan Wigger[42]
- 10. Oktober 1993: Michail Soschtschenko und Daniil Charms: Russischer Humor – mit Klaus Herm und Stefan Wigger
- 6. Februar 1994: Honoré de Balzac, Theodor Fontane, Wilhelm Busch, Kurt Tucholsky, Adolf Glaßbrenner: Berlinische Geschichten – mit Klaus Herm und Stefan Wigger[43]
- 2. Oktober 1994: Herbert Rosendorfer und Joe Berger: Ein bisschen irre – mit Klaus Herm und Stefan WiggerProgramm der Gemäldegalerie im Bodemuseum von 1992

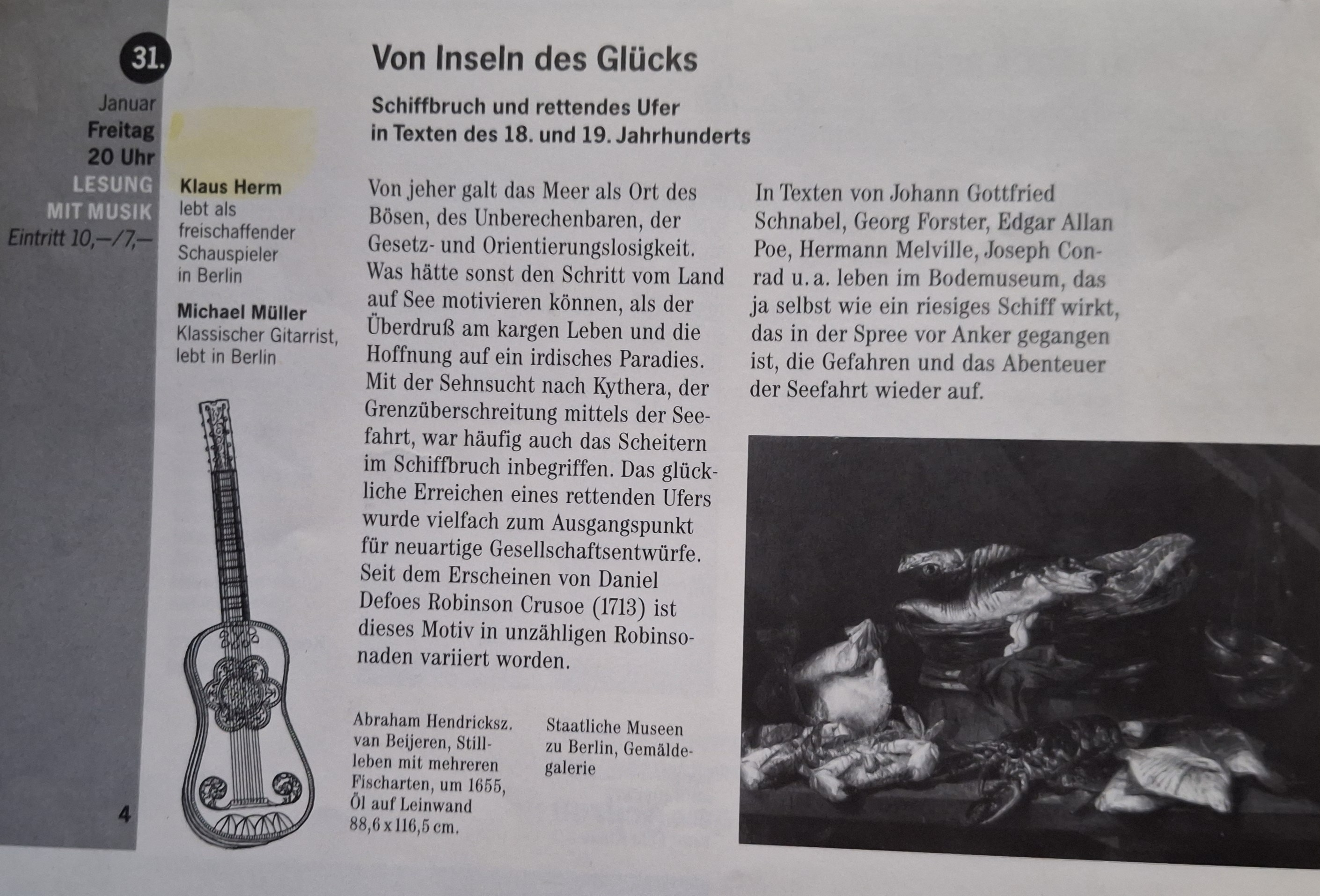
Programm der Gemäldegalerie im Bodemuseum von 1992

### Bode-Museum (Berlin-Mitte)
- 31. Januar 1992: Von Inseln des Glücks, mit Klaus Herm (Rezitator) und Michael Müller (Gitarrist)[44]

### Möbelhaus Modus (Berlin-Charlottenburg)
- 22. November 1996: Tanizaki Jun’ichirō: Lob des Schattens – Entwurf einer japanischen Ästhetik – mit Klaus Herm (zur Ausstellungseröffnung: ISAMU NOGUCHI FÜR AKARI – Japanisches Licht)[45]

### Potsdam
- 14. Juli 2002: Glanz und Verfall, Schauspieler Klaus Herm las im Schloss aus Fontanes Wanderungen.[46]

### Hörbücher
- 1991: Michael Querbach: Die unsichtbaren Antilopen (SFB – Hörkassette, Audio-CD 2001, ISBN 3-8291-1010-3)
- 2004: Nikolai Gogol: Der Mantel (ungekürzte Lesung) (Audio-CD / Argon Verlag GmbH, ISBN 978-3-7324-0369-1)

## Synchronrollen (Auswahl)
- 1948: für Harry Carvey jr. als Kid in Spuren im Sand (1. Synchronisation)
- 1953: für Earl Holliman als Frank Swenson in Durch die Gelbe Hölle
- 1959: für George Dunn als Prophet in Unternehmen Petticoat
- 1962: für Chiaki Minoru als Heihachi Hayashida in Die sieben Samurai (Film von 1954)
- 1968: für Rinaldo Zamperla als einer von Elfegos Leuten in Heute ich… morgen Du!
- ?:    für Karl Malden
- ?:    für Richard Attenborough

Quellen: